# The Book of Suffering – Tome II
The Book of Suffering – Tome II är en EP av det kanadensiska technical death metal-bandet Cryptopsy, utgivet på bandets eget bolag Defen Society i oktober 2018 och i nyutgåva av deras nuvarande skivbolag Season of Mist i december 2024.
EP:n gavs även ut samlad med föregångaren The Book of Suffering – Tome I. 
En musikvideo till "Sire of Sin" spelades in.

## Låtlista
1. "The Wretched Living" – 4:51
2. "Sire of Sin" – 4:26
3. "Fear His Displeasure" – 3:55
4. "The Laws of the Flesh" – 4:28

## Medverkande
Musiker
- Matt McGachy – sång
- Christian Donaldson – gitarr
- Olivier Pinard – basgitarr
- Flo Mounier – trummor, bakgrundssång

Produktion
- Christian Donaldson – producent, mixning, mastering
- Remy C – albumkonst
- Eric Sanchez – foto